# Raúl Quiroga
Raúl Nicolas Quiroga (ur. 26 stycznia 1962 w Suan Juan) – były argentyński siatkarz i reprezentant kraju, a obecnie trener siatkarski. Występował na pozycji atakującego.
Jest młodszym bratem Daniela, byłego siatkarza. Natomiast jego bratankami są Rodrigo i Gonzalo również argentyńscy siatkarze. 
W ciągu całej swojej kariery siatkarskiej reprezentował wiele klubów z Serie A1 m.in. Gabeca Pallavolo, Pallavolo Modena, Sisley Treviso.
W 1982 zdobył brązowy medal na Mistrzostwach Świata w Argentynie. Jego największym sukcesem reprezentacyjnym jest brązowy medal olimpijski wywalczony w 1988 w Seulu.